# هوندا إس 500
هوندا إس 500 (بالإنجليزية: Honda S500)‏ هي سيارة من طراز سيارة رياضية
kei car من تصنيع شركة هوندا موتورز اليابانية. بدأ تصنيعها لأول مرة سنة 1963. وهي ذات تصميم جديد أعتمد عليه لاحقاً في سيارة هوندا إس 600.

## وصلات خارجية
- Motor Trend History of S600